# Casa dels Masovers del Puig
La Casa dels Masovers del Puig és una edificació annexa al Mas el Puig de la Vall de Bianya (Garrotxa) inclosa a l'Inventari del Patrimoni Arquitectònic de Catalunya.

## Descripció
La casa dels masovers del Puig és de planta rectangular i teulat a dues aigües amb els vessants vers les façanes laterals. Disposa de baixos, pis i golfes. Els primers estaven reservats pel bestiar, amb petites obertures de ventilació; estan coberts per voltes d'arestes i s'hi poden observar els encofrats originals; a la façana de migdia s'hi obre una arcada de punt rodó. Al primer pis s'hi accedeix per una escala exterior de pedra situada a la façana de ponent; la porta va ser realitzada amb magnífics carreus. Entre les obertures de les golfes veiem les restes d'un rellotge de sol. A la façana sud es conserva una llinda molt feta malbé, de la qual l'únic que es pot llegir és la data: " 1658 2 ISSI [†] […] DCT".

## Història
Per l'estructura arquitectònica del mas i per les dades que podem veure a les llindes de la casa, El Puig va ser bastit, o bé molt renovat, durant el segle xviii, per bé que també es realitzaren importants obres d'ampliació al segle xix.
Es troba molt a prop de l'església de Sant Salvador de Bianya. El Puig podria existir des del 1260, tot i que no és fins al 1313 on consta que Bernat Puig, de la parròquia de Sant Salvador, i Ermessenda, d'”Avellana Corba”, es van casar i el seu pare, Jaume Puig, propietari del Puig, “heretà el seu fill Bernat, en contemplació de matrimoni, amb tot el seu mas Puig, honors i possessions, però reservant-se l'usdefruit per a durant la seva vida, de tots els seus béns, mobles i immobles”.
El 1569 consta com a propietari Joan Puig. El 1628 va morir al Puig Pau Puig qui va ser batlle i governador de la baronia i terme de l'abadiat de Sant Joan les Abadesses. El 1656 consta com a propietari Isidre Puig, que va morir el 1700 ofegat al Llierca.
La línia hereditària dels Puig es mantingué, per successió directa d'hereus, fins al començament del segle xix. Joan Puig, fill d'Esteve Puig, que havia enviudat, l'any 1801 contragué segones núpcies amb Teresa Solanich, vídua de Joan de Venal, pagès de la parròquia de Sant Pere de Montagut. Tres anys més tard es casa la pubilla del Puig, Esperança Puig Puigdevall, amb Bartomeu Ferrusola Subirana, de la susdita parròquia de Montagut. En els capítols matrimonials, fets el 26 de setembre de 1804 davant el notari Baudilio de Morales, d'Olot, el pare de la núvia, Joan Puig, institueix hereva universal de tots els béns que posseïa a la seva filla Esperança, reservant-se, però,l'usdefruit de les propietats mentre ell visqui, com també la facultat de vendre i d'alienar qualsevol finca i propietat del patrimoni fins al valor de 3.000 lliures barceloneses. Fixa també, a continuació, una quantitat pel manteniment de Teresa Solanich, la seva segona esposa, pel cas que el sobrevisqués, Joan Puig inclou també una clàusula de possible anul·lació de l'herència en cas de tenir un fill mascle naixedor, en aquest cas la dita donació universal seria nul·la. Si això succeïa, Esperança havia de rebre, en compensació, el dot que li pertocava.
Aquesta possibilitat no es donà i, en conseqüència, Esperança esdevingué hereva del patrimoni familiar. Va morir abans que el seu espòs Bartomeu Ferrusola, el qual va casar-se després amb Magdalena Sala. Ell atorgà testament al començament de gener de 1852 i establí hereu Miquel Ferrusola Puig, el qual s'amullerà amb Joaquima Feixas Puigdevall. El seu hereu i successor fou Ramon Ferrusola i Feixas, que es va casar amb Joaquima Pons i Frigola, d'Abúcies. Els capítols matrimonials van ser fets i signats el 27 de juliol de 1881. Amb ells es va acabar la descendència directa de la família Puig, que havia estat propietària de la casa del Puig des de feia, almenys, uns set-cents anys.
Ramon Ferrusola va vendre el patrimoni del Puig al metge Isidor Pujador Faura al final de l'any 1891, segons l'escriptura autoritzada pel notari Vicenç Capdevila, d'Olot. Aquest patrimoni comprenia, a més de la casa pairal del Puig i les seves terres, la casa anomenada Abadia, propera a l'església parroquial de Sant Salvador de Bianya; la casa de Manigosta i la coneguda com Cortal del Puig; el mas Sagué (o Seguer); la casa dita Fangassos, situada a Sant Martí del Clot; el mas Diumal, de la vall del Bac; l'anomenat Masabat, també de la vall del Bac, i el mas Hostaldal, de Sant Pau de Segúries. Isidor Pujador era ja vidu en aquell moment de Pilar de Ventós i Casamor, que havia aportat al matrimoni, pel seu dot, diverses propietats situades a la vall de Bianya, una d'elles la casa de la Coromina. Fruit del matrimoni van tenir un fill Josep M. Pujador i Ventós.
Sobre el Puig i les altres cases que el mas tenia unides, hi havia, en el moment de la compra, diverses càrregues intrínsiques i extrínsiques i algunes hipoteques dotals. Isidor Pujador va pagar, en total, 62.500 ptes., de les quals 22.000 ptes. corresponien al Puig. Es retingué els imports necessaris per a la liquidació de les hipoteques, i la quantitat sobrant, 18.700 ptes., la lliurà al venedor.
Isidor Pujador i el seu fill Josep M. feren vida a la casa del Puig, sobretot durant els mesos de bon temps. L'any 1911, el Puig acollí els convidats a l'acte de benedicció de les obres que, gràcies a l'esperit altruista d'Isidor Pujador, s'havien dut a terme a l'església de Sant Salvador de Bianya. Entre aquests convidats hi havia l'arquitecte gironí Rafael Masó, autor del projecte de restauració del temple i de la ampliació i millora del Puig.
El fill d'en Josep M. Pujador i Ventós, Ignasi Pujador i Oliver i la seva esposa Florentina Estany, seguint els passos dels seus antecessors, també han fet del Puig un lloc habitual de residència. Hi han crescut també el fills Antoni i Mariví i també de tant en tant les netes. Ignasi Pujador i Oliver va morir a l'octubre de 2015 i fins ara la seva esposa Florentina Estany encara feia vida al Mas El Puig.